# Pseudopsallus artemisicola
Pseudopsallus artemisicola är en insektsart som beskrevs av Knight 1930. Pseudopsallus artemisicola ingår i släktet Pseudopsallus och familjen ängsskinnbaggar. Inga underarter finns listade i Catalogue of Life.